# Отар (станция)
Отар (каз. Отар — самое дальнее пастбище) — железнодорожная станция Алматинского отделения Казахстанских железных дорог. Расположена на участке Берлик I — Актогай, передаточная станция Алматинского отделения, следующая станция Разъезд Кулжабасы относится к Жамбылскому отделению.
Станция расположена в ауле Отар Кордайского района Жамбылской области. Получила название от аула.

## Осуществляемые операции
Станция осуществляет следующие пассажирские и грузовые операции:
- Продажа пассажирских билетов.
- Приём, выдача багажа.
- Приём и выдача мелких отправок грузов, требующих хранения в крытых складах станций.
- Приём и выдача повагонных отправок грузов, допускаемых к хранению на открытых площадках станций.
- Приём и выдача грузов повагонными и мелкими отправками, загружаемых целыми вагонами, только на подъездных путях и местах необщего пользования.
- Приём и выдача повагонных отправок грузов, требующих хранения в крытых складах станций.
- Приём и выдача грузов в универсальных контейнерах транспорта массой брутто 3 и 5 т на подъездных путях (с оформлением перевозочных документов по правилам § 3).
- Приём и выдача мелких отправок грузов, допускаемых к хранению на открытых площадках станций.[5]

## История
Станция Отар сооружена при строительстве Турксиба. Открыта в 1931 году.
В 1997 году была осуществлена электрификация переменным током напряжением 25 кВ участка Шу — Отар. В 2001 году переменным током ~25 кВ был электрифицирован участок Отар — Алма-Ата I.
В 2013 году на станции осуществлён усиленный средний ремонт на 25, 26 путях в объёме более 1 км, проведён усиленный подъёмочный ремонт пути.

## События
В 1961 году во время поездки по Казахской ССР на станции Отар была организована встреча Н. С. Хрущёва с местными жителями.
В 2009 году во время военных учений КСОР ОДКБ «Взаимодействие-2009» в Казахстане станция обслуживала выгрузку и погрузку транспортных эшелонов 31-й гвардейской отдельной десантно-штурмовой бригады ВДВ РФ и 37-й десантно-штурмовой бригады аэромобильных войск ВС РК, участвовавшей в этих учениях.
В 2010 году во время совместного военного антитеррористического учения ШОС «Мирная миссия-2010» в Казахстане станция Отар совместно со станцией Чильбастау обслуживала выгрузку и погрузку транспортных эшелонов участвовавших в этих учениях подразделений Вооружённых Сил Российской Федерации и контингента Народно-освободительной армии Китая.

## Перспективы
Был построен дополнительный путь от Отара до Алматы.
Во избежание перехода людьми железнодорожного полотна в неустановленных местах и недопущения попадания скота на пути планируется ограждение железнодорожных путей станции.